# Saint-Servais (Côtes-d'Armor)
Saint-Servais è un comune francese di 412 abitanti situato nel dipartimento delle Côtes-d'Armor nella regione della Bretagna.

## Società

### Evoluzione demografica
Abitanti censiti